# Carballedo (parroquia)
Carballedo (llamada oficialmente Santa María de Carballedo) es una parroquia y una aldea española del municipio de Carballedo, en la provincia de Lugo, Galicia.

## Organización territorial
La parroquia está formada por diecisiete entidades de población, constando trece de ellas en el nomenclátor del Instituto Nacional de Estadística español:

### Entidades de población
Entidades de población que forman parte de la parroquia:
- Alence
- A Pontepedriña
- Bostelo de Baixo (Bustelo de Abaixo)
- Bostelo de Riba (Bustelo de Arriba)
- Carballedo
- Casares
- Ceides
- Frameán
- Lamas
- Morgade
- O Alto de Bustelo
- O Castro (O Castro de Morgade)
- O Curuxeiro
- O Outeiro (Outeiro)
- San Pedro
- Veredo (O Veredo)
- Vila

## Demografía

### Parroquia
| Gráfica de evolución demográfica de Carballedo (parroquia) entre 2000 y 2020 |
|                                                                              |
| Datos según el nomenclátor publicado por el INE.                             |

### Aldea
| Gráfica de evolución demográfica de Carballedo (aldea) entre 2000 y 2019 |
|                                                                          |
| Datos según el nomenclátor publicado por el INE.                         |